# Kilomètre-effort
Le kilomètre-effort (ou « km-effort », parfois abrégé « km-e ») est une unité utilisée en raid de montagne prenant en compte à la fois la distance parcourue et le dénivelé. 
Pour un trajet à plat, le nombre de kilomètres-effort correspond au nombre de kilomètres. Sinon, le nombre de kilomètres-effort sera supérieur à la distance parcourue « sur la carte », horizontalement, mesurée en kilomètres. Ainsi, un parcours en montagne de 10 kilomètres-effort demande un effort équivalent à un parcours de 10 kilomètres au plat, mais la distance parcourue horizontalement est inférieure à 10 kilomètres.
Une telle mesure, qui donne une idée de l’effort que demande un trajet, est particulièrement utile dans la préparation des randonnées en terrain montagneux où la distance parcourue considérée isolément n’a qu’un intérêt limité.

## Méthode de calcul
Le calcul des kilomètres-effort entre deux points se fait en additionnant la distance parcourue, en kilomètres, et le dénivelé positif, en centaines de mètres. Certains lui ajoutent encore le dénivelé négatif, à raison d'un kilomètre par 300 m de descente.
- Exemple : pour un trajet de 5,6 kilomètres dont le dénivelé positif est de 870 mètres et le dénivelé négatif de 390 mètres, le km-effort est de 5,6 + 8,7 + 1,3 = 15,6.